# Live at Monterey
 (juillet 2020).
Albums de Jimi Hendrix
Burning Desire
(2006) Live in Paris and Ottawa 1968
(2008)
Live at Monterey est un album live officiel de Jimi Hendrix, publié pour la première fois en février 1986 par le producteur Alan Douglas sous le nom de Jimi Plays Monterey, puis réédité le 29 octobre 2007 par Experience Hendrix LLC (la famille du guitariste qui gère les enregistrements depuis 1995) avec un nouveau mixage et une nouvelle pochette. Comme son nom l'indique, l'album contient l'enregistrement de l'intégralité de la prestation de The Jimi Hendrix Experience du 18 juin 1967 dans le cadre du Monterey International Pop Festival. En plus de l'enregistrement audio, la performance est filmée par D. A. Pennebaker, engagé par les organisateurs du festival pour immortaliser l'évènement.
Ce disque est considéré comme l'un des meilleurs albums live du guitariste, mais aussi l'un des moments les plus mémorables du Summer of Love.

## Historique

### Le concert
C'est sur les bons conseils de Paul McCartney que les organisateurs du Monterey International Pop Festival ont invité The Jimi Hendrix Experience, alors au sommet de sa popularité au Royaume-Uni. Encore inconnue aux États-Unis, la formation accepte l'invitation.

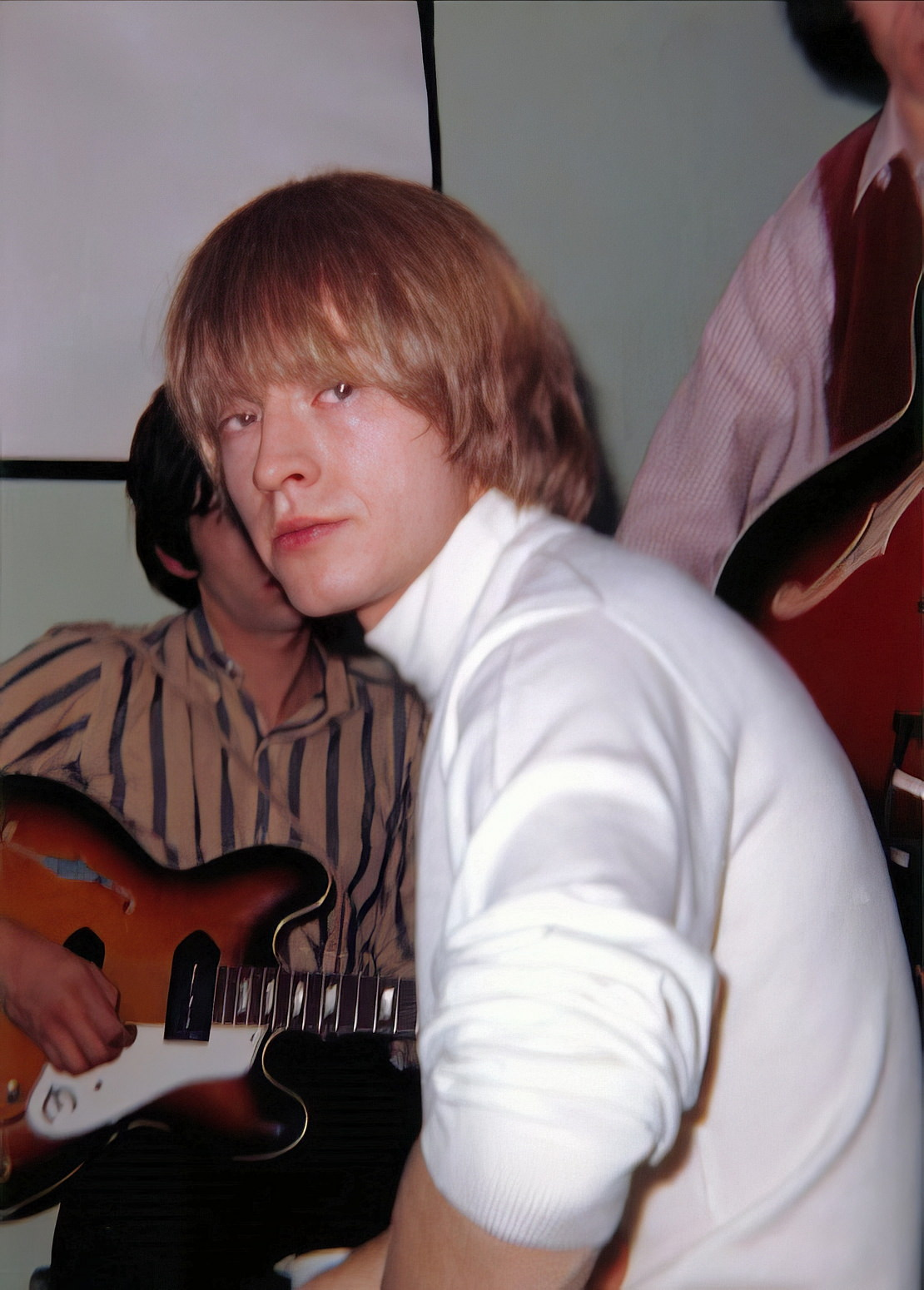
Le guitariste des Rolling Stones Brian Jones (ici en 1965) qui vient présenter Jimi Hendrix et son groupe au public au début du concert.

Le soir du 18 juin 1967, The Jimi Hendrix Experience va monter sur scène. Mais avant cela, le guitariste joue à pile ou face avec le guitariste Pete Townshend pour les Who, dont c'est leur premier grand concert sur le sol américain, pour déterminer lequel des deux groupe jouera en premier. Les Who gagnent. Hendrix, rageur, jette un regard noir à Townshend et dit « Je vais tout envoyer ! » (« I'm gonna pull out all the stops »). 
Après la performance des Who bien remarquée, c'est au tour du groupe de Hendrix de jouer.  Avant la performance sur scène, le groupe est introduit par le guitariste des Rolling Stones, Brian Jones, présent au festival. Durant le concert d'une quarantaine de minutes, la formation joue les neuf chansons suivantes : 
- Killing Floor
- Foxy Lady
- Like a Rolling Stone
- Rock Me Baby
- Hey Joe
- Can You See Me
- The Wind Cries Mary
- Purple Haze
- Wild Thing

Se produisant avec son groupe, Jimi Hendrix réalise la double prouesse devenue célèbre d'interpréter le solo de guitare de Hey Joe avec les dents puis derrière son dos. Mais c'est la conclusion de sa prestation sur une incroyable version de Wild Thing qui est le plus mémorable : il la termine en s'agenouillant devant sa guitare, mimant l'acte sexuel avec son instrument, l'aspergeant d'essence à briquet, y mettant le feu et enfin la fracassant sur le sol et la sono. Tout cela produit un faisceau de sonorités totalement imprévisibles et inconnues. Cette performance contribue à sa popularité aux États-Unis.

### Le film
L'introduction de John Phillips (de The Mamas & The Papas, organisateur du festival avec Lou Adler) est judicieusement agrémentée d'une excellente version de Sgt. Pepper's Lonely Hearts Club Band interprétée au Christmas On Earth Continued le 22 décembre 1967 à Londres, suivie d'un Wild Thing incomplet.
Le concert est précédé d'un clip du Monterey d'Eric Burdon and the New Animals.
Le concert a également été filmé par D. A. Pennebaker, engagé par les organisateurs pour filmer le festival. Malheureusement le concert historique de l'Experience au festival de Monterey (18 juin 1967) n'a pas été entièrement filmé :
- L'équipe de D. A. Pennebaker a connu des problèmes lors de Can You See Me dus à un changement de bobines, mais ce titre ouvre le film sur l'incroyable performance de Denny Dent, décédé en 2004 ;
- Purple Haze est incomplète, et sert de générique de fin.

Publié à la fin des années 1980 en VHS par Douglas, le film de D. A. Pennebaker est désormais disponible en DVD : Jimi Plays Monterey/Shake! Otis at Monterey, couplé avec la performance d'Otis Redding.

### Parution et réception
Albums de Jimi Hendrix
The Jimi Hendrix Concerts
(1982) Johnny B. Goode
(1987)

#### Jimi Plays Monterey
En février 1986, le producteur Alan Douglas publie l'intégralité du concert pour la première fois sur album intitulé Jimi Plays Monterey qui se veut comme bande originale du film de D. A. Pennebaker paru au même moment. Des neuf titres qui composent le disque, six étaient déjà connus des amateurs du guitariste.
En effet, une face de l'album Historic Performances Recorded at the Monterey International Pop Festival (1970), publié peu avant la mort de Jimi Hendrix, était consacrée à l'Experience (et l'autre à Otis Redding). Les quatre titres retenus étaient Can You See Me (inédit à ce moment-là sur les albums américains) et les reprises du Like a Rolling Stone de Bob Dylan, du Rock Me Baby de BB King et du Wild Thing des Troggs (tous inédits de la discographie officielle). La publication de cet album était d'intérêt historique simplement.
Hey Joe figurait sur la bande originale du film documentaire Jimi Hendrix publiée en 1973, et Killing Floor dut attendre 1984 pour être publié sur Kiss the Sky, une compilation signée Douglas datant de 1984. Les trois titres alors inédits étaient donc Foxy Lady, The Wind Cries Mary et Purple Haze.
La publication de l'album Jimi Plays Monterey n'avait rien d'anecdotique pour autant : d'une part, elle restituait la performance dans sa globalité, d'autre part la qualité audio proposée était supérieure à celle des précédentes publications car Douglas a fait effectuer un nouveau mixage. Contrairement au CD (où l'on entend le groupe se mettre en place pendant plus de deux minutes), le vinyle commence directement par la présentation du groupe par Brian Jones, alors guitariste des Rolling Stones.
Par la suite, l'album est retiré du catalogue de l'artiste et n'est plus disponible à la vente à partir des années 1990. Il faudra attendre 2007 pour avoir une nouvelle version du concert.

#### Live at Monterey
Le 29 octobre 2007, Experience Hendrix LLC réédite l'enregistrement de la performance dans un nouvel album intitulé Live at Monterey, avec un nouveau packaging et une nouvelle pochette. L'enregistrement en lui-même a été confié à l'ingénieur du son Eddie Kramer qui propose aux auditeurs un nouveau mixage du concert effectué en numérique.

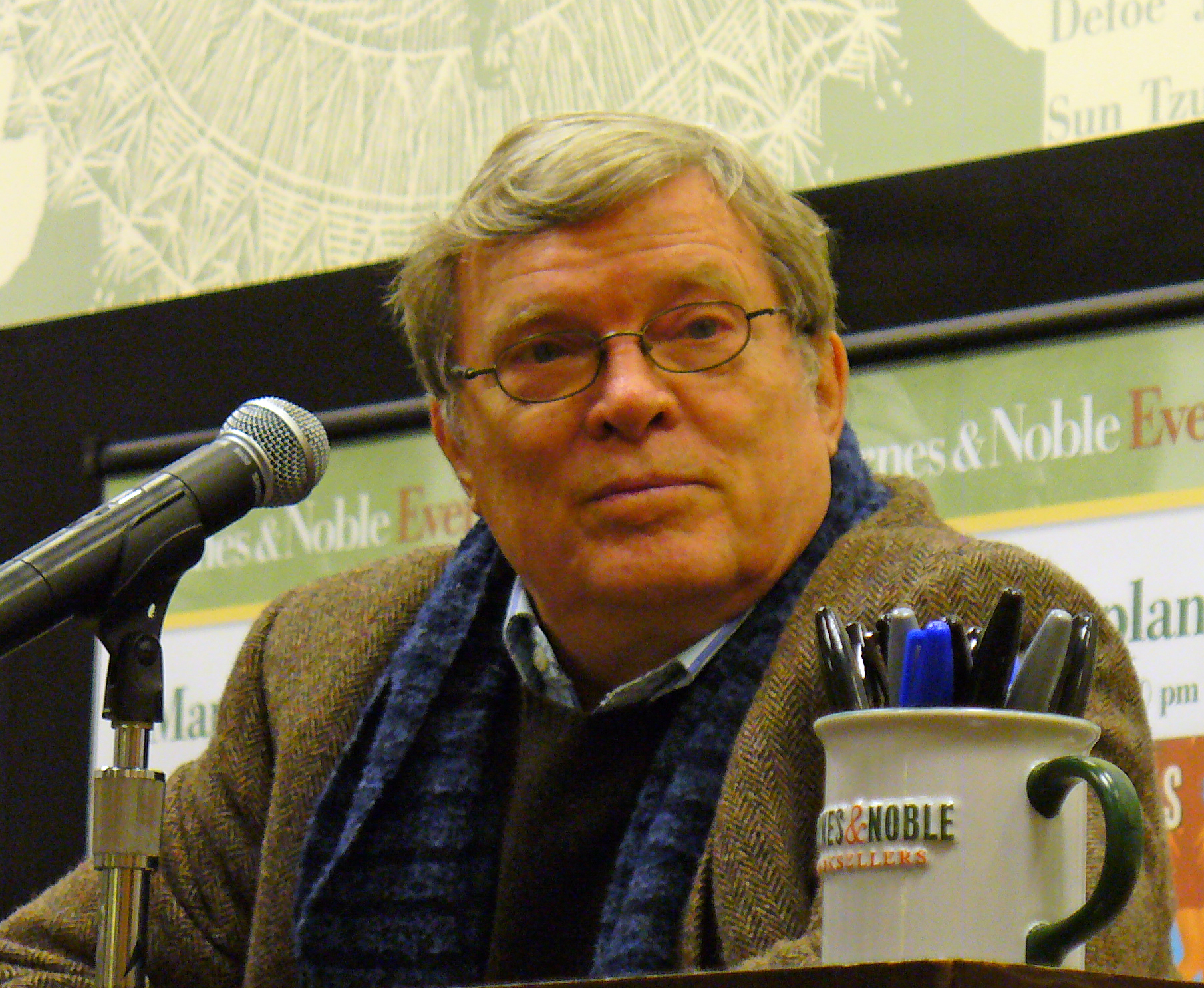
D. A. Pennebaker a filmé le concert du mieux qu'il a pu.

La sortie de l'album est accompagné d'un DVD qui propose un nouveau montage du concert (toujours sans Can You See Me faute d'image tandis que Purple Haze présente les images du générique de fin de Jimi Plays Monterey suivies de plans inédits, mais les images ne collent pas toujours avec la musique). En plus de ce concert, le DVD propose une séquence interactive où on peut visionner Killing Floor, Foxy Lady, Like a Rolling Stone, Hey Joe et Wild Thing sous différents angles (jusqu'à trois pour les premiers titres), puis d'un entretien avec Lou Adler, l'un des organisateurs du Monterey International Pop Festival. On retrouve aussi un documentaire sur l'effet spectaculaire provoqué par l'arrivée de Hendrix à Londres suivi de son retour aux États-Unis en juin 1967. Il contient des entretiens inédits des membres de l'Experience : Mitch Mitchell, Noel Redding, et Jimi Hendrix lui-même. Enfin, le DVD contient un passage d'une des plus anciennes prestations filmée de The Jimi Hendrix Experience, filmé le 25 février 1967 à Chelmsford (Angleterre). Le trio y interprète Stone Free et Like a Rolling Stone.

## Analyse artistique
Leur prestation du 18 juin 1967 est historique : presque inconnu aux États-Unis, le groupe est rapidement devenu culte dans les cercles rock, à défaut d'être véritablement connu du grand public. Immortalisée par le film de D. A. Pennebaker, la réputation de showman de Jimi Hendrix était faite pour les années à venir. Pour le meilleur et pour le pire. Car si Monterey est certainement l'un des meilleurs concerts de rock de tous les temps, Jimi Hendrix se tire une balle dans le pied vis-à-vis des musiciens sérieux qui le prendront pour un frimeur (même si un Miles Davis ne s’arrêtera pas à ça), mais aussi vis-à-vis du public qui attendra de lui plus souvent un show qu'une performance strictement musicale.
Une image particulière reste dans les mémoires : la chanson Wild Thing qui clôt la performance du Jimi Hendrix Experience se termine par le guitariste mimant l'acte sexuel avec sa guitare avant de l'immoler par le feu, puis de la fracasser contre le sol avant d'envoyer les morceaux restant au public. Cet acte célèbre apporte donc la notoriété au groupe et de nombreux artistes rock s'en inspirent en concert.
Ravi Shankar restera terriblement choqué par cette crémation de guitare, notamment par le manque de respect envers un instrument de musique et prendra conscience de l'influence néfaste de la drogue sur de nombreux jeunes.
C'est également au cours de ce festival que Hendrix réalise sa double prouesse devenue célèbre d'interpréter le solo de guitare de Hey Joe avec les dents puis derrière son dos.

## Fiche technique

### Liste des chansons
| Live at Monterey | Live at Monterey                                                                              | Live at Monterey                      | Live at Monterey | Live at Monterey | Live at Monterey | Live at Monterey | Live at Monterey | Live at Monterey | Live at Monterey |
| No               | Titre                                                                                         | Auteur                                | Durée            |                  |                  |                  |                  |                  |                  |
| ---------------- | --------------------------------------------------------------------------------------------- | ------------------------------------- | ---------------- | ---------------- | ---------------- | ---------------- | ---------------- | ---------------- | ---------------- |
| 1.               | Introduction By Brian Jones (La plage était cachée dans Killing Floor dans l'édition de 1986) | (discours)                            | 0:39             |                  |                  |                  |                  |                  |                  |
| 2.               | Killing Floor                                                                                 | Chester Arthur Burnett (Howlin' Wolf) | 3:14             |                  |                  |                  |                  |                  |                  |
| 3.               | Foxy Lady                                                                                     | Jimi Hendrix                          | 3:28             |                  |                  |                  |                  |                  |                  |
| 4.               | Like a Rolling Stone                                                                          | Bob Dylan                             | 7:07             |                  |                  |                  |                  |                  |                  |
| 5.               | Rock Me Baby                                                                                  | B. B. King, Joe Josea                 | 3:37             |                  |                  |                  |                  |                  |                  |
| 6.               | Hey Joe                                                                                       | Billy Roberts                         | 5:11             |                  |                  |                  |                  |                  |                  |
| 7.               | Can You See Me                                                                                | Jimi Hendrix                          | 2:37             |                  |                  |                  |                  |                  |                  |
| 8.               | The Wind Cries Mary                                                                           | Jimi Hendrix                          | 3:53             |                  |                  |                  |                  |                  |                  |
| 9.               | Purple Haze                                                                                   | Jimi Hendrix                          | 5:34             |                  |                  |                  |                  |                  |                  |
| 10.              | Wild Thing                                                                                    | Chip Taylor                           | 7:49             |                  |                  |                  |                  |                  |                  |
| 43:08            |                                                                                               |                                       |                  |                  |                  |                  |                  |                  |                  |

### Interprètes
- Jimi Hendrix : guitare, chant
- Noel Redding : basse, seconde voix
- Mitch Mitchell : batterie
- Brian Jones : présentation du groupe en introduction du concert

### Équipe technique
- Production : Lou Adler, John Phillips
- Ingénieurs du son : Wally Heider, Eric Weinberg
- Réalisateur du film du concert : D. A. Pennebaker
- Photographies : Jim Marshall